# 共形場理論
共形場理論（きょうけいばりろん、Conformal Field Theory, CFT）とは、共形変換に対して作用が不変な場の理論である。特に、1+1次元系では複素平面をはじめとするリーマン面上での理論として記述される。
共形変換に対する不変性はウォード＝高橋恒等式を要請し、これをもとにエネルギー-運動量テンソル（あるいはストレステンソル）に関する保存量が導出される。また1+1次元系においては、エネルギー-運動量テンソルを展開したものは、Virasoro代数と呼ばれる無限次元リー代数をなし、理論の中心的役割を果たす。
共形変換群は、時空間の対称性であるポアンカレ群の自然な拡張になっており、空間d-1次元＋時間1次元のd次元時空間ではリー群SO(d,2)で記述される。この変換群の生成子は(d+2)(d+1)/2個あり、その内訳は以下のとおり。
- d(d-1)/2:　空間 d-1 + 時間 1次元空間のローレンツ変換
- d: d次元空間の並進+時間推進

※以上が、部分群としてのポアンカレ群の生成子をなす。
スケール普遍性は定義より以下の変換(ディラテーション)を示唆する。
- 1: スケール変換（計量の目盛りの変更）

さらに強く、共形不変性を要求すると
- d: d次元時空の特殊共形変換（反転×平行移動×反転）

が加わる。この代数SO(d,2)を共形代数(conformal algebra)と呼ぶ。
場の理論の基本的な可観測量である相関関数(場の演算子の積の真空期待値)は共形代数によって強い制限を受ける。特にユニタリな共形場の理論においては、例えばスカラー演算子の二点関数は
{\displaystyle \langle \phi (x)\phi (y)\rangle ={\frac {1}{|x-y|^{\Delta _{\phi }}}}}
と定まってしまう。ここで、{\displaystyle \Delta _{\phi }}は演算子{\displaystyle \phi } のスケーリング次元と呼ばれる(理論依存の)パラメータである。

## 2次元共形場理論
2次元共形場理論は歴史的には1984年にBelavin、ポリャコフ、Zamolodchikov(BPZ)によって初めて定式化された。2次元共形場理論で言及するのは次のような場合である。
一般に(2+1次元以上の時空では)共形変換群は有限個の生成子からなる有限次元リー群である。しかし、空間1次元＋時間1次元(d=2)の2次元共形場理論場合に限り、共形変換群SO(2,2)は正則関数の等角写像の変換群（無限次元リー群）に拡張される。この場合共形変換群SO(2,2)は無限個の生成子からなる代数(ヴィラソロ代数)の部分代数となる。ヴィラソロ代数から得られるヒルベルト空間に対する制限は強力であり、ミニマル模型と呼ばれる模型群に対しては、(これには臨界点上の2次元イジング模型も含まれる)全ての相関関数の振る舞いをヴィラソロ代数とウォード＝高橋恒等式から厳密に求めることができる（可解である）。可解である2次元共形場理論は、2次元統計系あるいは1+1次元量子系を理解する上で強力な武器となっている。